# GPT-4.5
A GPT-4.5 (kódnevén Orion) az OpenAI GPT-sorozatának egyik legújabb nagy nyelvi modellje, amelyet 2025. február 27-én mutattak be kutatási előzetesként. A modell célja, hogy természetesebb és emberközelibb interakciókat biztosítson, különösen olyan területeken, mint az írás, a kommunikáció és a kreatív ötletelés. A GPT-4.5 elsősorban felügyelet nélküli tanulással lett betanítva, amelyet felügyelt finomhangolással és emberi visszajelzéseken alapuló megerősítéses tanulással egészítettek ki. A modell képzése a Microsoft Azure infrastruktúráján zajlott. A GPT-4.5 elérhető a ChatGPT Plus, Pro, Team, Enterprise és Edu előfizetők számára a modellválasztón keresztül webes, mobilos és asztali felületeken. Emellett a fejlesztők hozzáférhetnek a modellhez az OpenAI API-n keresztül, beleértve a Chat Completions API-t, az Assistants API-t és a Batch API-t.
A modell számos fejlett funkcióval rendelkezik, mint például a fájl- és képfeltöltés, a funkcióhívás és a strukturált kimenetek támogatása. Ezek a képességek lehetővé teszik a dinamikus interakciókat, például valós idejű problémamegoldást és többlépcsős kódolási munkafolyamatokat.
Sam Altman, az OpenAI vezérigazgatója a GPT-4.5-öt „óriási, drága modellként” jellemezte, kiemelve annak jelentős számítási igényét és költségét. A GPT-4.5 fejlesztése során különös figyelmet fordítottak a „hallucinációk” csökkentésére, azaz arra, hogy a modell kevesebb téves információt generáljon. A GPT-4.5-öt az MMLU teszthalmazon is tesztelték, amely 15 különböző nyelvet vizsgált, és a modell minden nyelven felülmúlta elődjét, a GPT-4o-t. A GPT-4.5 jelenleg kutatási előzetesként érhető el, és az OpenAI tervei szerint a jövőben további fejlesztéseket és integrációkat terveznek a modell képességeinek bővítése érdekében.

## Áttekintés
A GPT-4.5-öt elsősorban gépi tanulással képezték, ami javítja a modell képességét a mintázatok felismerésére, az összefüggések megértésére és kreatív ötletek generálására anélkül, hogy ténylegesen érvelne. Ezt a módszert felügyelt finomhangolással és emberi visszajelzésekre épülő megerősítéses tanulással egészítették ki. A modell tanítását a Microsoft Azure infrastruktúráján végezték. Sam Altman a GPT-4.5-öt „óriási, drága modellként” jellemezte. 2025 februárjában az OpenAI API-n keresztül a használati díj 75 dollár volt egymillió bemeneti tokenre és 150 dollár egymillió kimeneti tokenre, míg a GPT-4o esetében ugyanezek a díjak mindössze 2,50 illetve 10 dollárt tettek ki.
A modellt az MMLU teszthalmazon vizsgálták, amely 15 különböző nyelvet tesztelt: arab, bengáli, kínai, angol, francia, német, hindi, indonéz, olasz, japán, koreai, portugál, spanyol, szuahéli és joruba. A GPT-4.5 minden nyelven jobban teljesített, mint a GPT-4o. Egy 2025 márciusában megjelent preprint tanulmány szerint a GPT-4.5 sikeresen teljesítette a Turing-tesztet.

## Fogadtatás
Cade Metz, a New York Times újságírója szerint a modell „egy korszak végét jelzi”, és „valószínűtlen, hogy akkora lelkesedést váltana ki, mint a GPT-4”. Számos más médium, például a The Verge és az Axios is beszámolt a modell megjelenéséről.